# 泰恩
泰恩（英语：Tain；苏格兰盖尔语：Baile Dhubhthaich），是英国苏格兰高地行政区的一个城镇，位于苏格兰东海岸。总人口3511（2001年）。
“泰恩”（Tain）一词语源不明，可能来自古凯尔特语，与附近的泰恩河相关。